# Ana Isabel Martínez Martínez
Ana Isabel Martínez Martínez, más conocida como Ana Martínez (Elche, 7 de diciembre de 1991) es una ex jugadora de balonmano. Su último club fue el Club Balonmano Elche y ha sido internacional con la selección española.

## Trayectoria
Criada en el equipo ilicitano del balonmano Elche, donde salió dos veces campeona de España con sus equipos de base, ha jugado más de 200 partidos y ha anotado cerca del millar de goles en la liga española, repartidos entre el Balonmano Elche y el Bera Bera.
Empezó a jugar en la competición española en el Elche Mustang a los 16 años. Junto a Lara González formaba la pareja que condujo al Elche al pelotón de cabeza de la Liga en la temporada 2010-11. Tras la partida de Lara a la liga francesa, Ana Martínez capitaneó al conjunto ilicitano, dirigido por José Ignacio Prades, que compitió de tú a tú al poderoso Bera Bera en la temporada 2011–12, hasta la última jornada.
En 2013 ficha por el equipo guipuzcoano que, tras la baja de Eider Rubio, tenía que encontrar una sustituta de garantías gracias al trabajo de Tati Garmendia. Es allí donde la jugadora ilicitana consiguió sus mejores números, además de 9 títulos nacionales (tres ligas españoles, dos Copas de la Reina y 4 Supercopas de España)
En el 2017 ficha por el OGC Niza, pero es una temporada aciaga en lo personal, con una lesión en el primer partido que jugaba en Francia y una recuperación que salió mal. Su lesión en la espalda la mantuvo fuera de juego casi todo el año.
Vuelve a Elche en 2018 y el regreso de la jugadora ilicitana a su club de origen en 2018 supuso «un antes y un después» del proyecto deportivo de la entidad valenciana según su ex-entrenador, Joaquín Rocamora.
En el 2021 gana, con su equipo de toda la vida, la Copa de la Reina, en lo que fue el broche a su carrera como jugadora y cerrando el ciclo con el que empezó su carrera como jugadora. Tras 22 años en activo, su último partido fue contra el Rincón Fertilidad Málaga, en la temporada 2020-21, en el que marcó sus últimos 4 goles como jugadora en activo.

### Clubes
- 2009–13: Elche Mustang
- 2013–17: Super Amara Bera Bera
- 2017–18: OGC Niza
- 2018–21: visitElche.com Balonmano Elche

### Selección
Ha sido internacional absoluta con las Guerreras, debutando el 22 de marzo de 2013 de la mano de Jorge Dueñas. Ha jugado un total de 44 partidos y ha anotado 37 goles.
Participó en el 2013 en los Juegos Mediterráneos y, en el 2018, en el Campeonato Europeo de Balonmano Femenino.

### Balonmano playa
Ha sido también internacional con la selección española de balonmano playa, con un total de 15 partidos y 44 goles y compitió en el Campeonato de Europa de Balonmano Playa en 2011 celebrado en Umag, Croacia.

## Palmarés

### Títulos
- 3 x Ligas Españolas (2013–14, 2014–15, 2015–16)
- 3 x Copas de la Reina (2014, 2016, 2021)
- 4 x Supercopas de España (2014, 2015, 2016, 2017)

### Distinciones personales
- Mejor lateral derecho izquierdo de la Liga Guerreras Iberdrola (2016–17)

## Vida
Con 29 años se retiró para centrarse en la preparación de MIR y dedicarse a su profesión. Actualmente es médico residente de medicina intensiva.